# 預 (刑罰)
預（あずけ）とは、武家法における未決勾留・刑罰の1つで親族などの私人の下で拘禁状態に置くこと。

## 概要
中世・近世には拘禁施設が不十分であること、身分が異なる者を同一施設に拘禁することは身分制度の建前上不適切とされたことを理由として身分が高い者（公家・武家・僧侶）を有力な御家人の下に預けることが鎌倉幕府において行われており武家法の慣例として武家社会で行われてきた。
それが、江戸時代になると、江戸幕府の司法制度において社会各層に対して行われるようになった（ただし、無宿に関しては牢獄での拘禁が基本とされていた）。
武士の場合、原則として御目見以上かつ500石以上は大名家に預けられた。また、国事犯や大名が処罰される場合にも大名家への預が行われ、単なる預と終身赦免がないことを前提とした永預（ながあずけ）があった。また、預けられた家から別の家へ預替え（あずけかえ）が行われることもあった。
庶民の場合においても軽微な罪の者に対してはなるべく拘禁はせず、預を以って代替させる方針を採っていた。このような罪人は手鎖をかけられて都市では宿預（町預）、地方では村預に処せられた。前者は公事宿あるいは居住する町の町役人・五人組、後者は居住する村の村役人・五人組・親類に預けられた。預となった者は自宅もしくは特定の施設（公事宿・自身番屋など）にて一定期間謹慎・蟄居した。
『公事方御定書』によれば、もし未決勾留中の預の者が逃亡すれば、本来課せられる刑罰より1段重い刑に処せられた。また、預かった人・団体（五人組など）は探索の義務を有し、これを見つけ出せなければ過料に処せられた。また、勝手に手鎖を外せば「手鎖100日」の刑罰が課された（もっとも、予想される刑罰が過料・叱りなどの手鎖よりも軽微に留まる場合には始めから手鎖を免除されたまま預けられた）。
また、15歳未満の幼年者や障害者（座に属する盲人を除く）が追放・遠島に相当する場合には親族に預けられた。未決中に重病になった無宿の拘留者や身寄りのない15歳未満の幼年者は、非人頭が管理する溜に預けられた。これを「溜預（ためあずけ）」という。なお、行き倒れの無宿も溜預にして保護処分の代替とした。